# 丰乐滩站
丰乐滩站位于甘肃省酒泉市丰乐滩村，是兰新铁路的一座火车站，等级为四等站，距兰州站694公里，距乌鲁木齐站1198公里，本站及相邻上下行区间均为电气化区段。本站仅办理货运，不办理客运业务。邮政编码为735004。